# Municipalidades da Albânia
Esta é uma lista das 373 unidades administrativas (em albanês:  komunë ou bashki) da Albânia, ordenadas por prefeitura e por distrito. Municipalidades são o terceiro-nível de divisão administrativa da Albânia, abaixo dos distritos e prefeituras. Cada municipalidade pode conter uma ou mais cidades e/ou vilas.
Existem dois tipos de municipalidades na Albânia:
- Municípios (em albanês:  bashki; singular bashkia), municipalidades com características urbanas (indicadas com asterisco (*) na lista). Existem 63 municípios.
- Comunas (em albanês:  komunë; singular komuna), municipalidades com características rurais. Existem 310 comunas.

## Listas de municipalidades por prefeitura e por distrito

### Berati (prefeitura)

#### Berati (distrito)
| - Berati* - Cukalat - Kutalli | - Lumas - Otllak - Poshnjë | - Roshnik - Sinjë - Tërpan | - Urë Vajgurore* - Velabisht - Vërtop |

#### Kuçovë (distrito)
| - Kozarë | - Kuçovë* | - Perondi |

#### Skrapar (distrito)
| - Bogovë - Çepan - Çorovodë* | - Gjerbës - Leshnjë - Poliçan* | - Potom - Qendër | - Vëndreshë - Zhepë |

### Dibër (prefeitura)

#### Bulqizë (distrito)
| - Bulqizë* - Fushë-Bulqizë | - Gjoricë - Martanesh | - Ostren - Shupenzë | - Trebisht - Zerqan |

#### Dibër (distrito)
| - Arras - Fushë-Çidhën - Fushë-Muhurr - Kala e Dodës | - Kastriot - Lurë - Luzni - Maqellarë | - Melan - Peshkopi* - Qendër Tomin - Selishtë | - Sllovë - Zall-Dardhë - Zall-Reç |

#### Mat (distrito)
| - Baz - Burrel* - Derjan | - Gurrë - Klos* - Komsi | - Lis - Macukull - Rukaj | - Suç - Ulëz - Xibër |

### Durrës (prefeitura)

#### Durrës (distrito)
| - Durrës* - Gjepalaj - Ishëm | - Katund i Ri - Maminas - Manëz* | - Rrashbull - Shijak* | - Sukth* - Xhafzotaj |

#### Krujë (distrito)
| - Bubq - Cudhi | - Fushë-Krujë* - Kodër-Thumanë | - Krujë* - Nikël |

### Elbasani (prefeitura)

#### Elbasani (distrito)
| - Belsh* - Bradashesh - Cërrik* - Elbasani* - Fierza - Funarë | - Gjergjan - Gjinar - Gostimë - Gracen - Grekan - Kajan | - Klos - Labinot-Fushë - Labinot-Mal - Mollas - Papër - Rrasë | - Shalës - Shirgjan - Shushica - Tregan - Zavalinë |

#### Gramsh (distrito)
| - Gramsh* - Kodovjat - Kukur | - Kushovë - Lenie - Pishaj | - Poroçan - Skënderbegas | - Sult - Tunjë |

#### Librazhd (distrito)
| - Hotolisht - Librazhd* - Lunik | - Orenjë - Polis - Përrenjas* | - Qendër - Qukës - Rrajcë | - Steblevë - Stravaj |

#### Pequini (distrito)
| - Gjoçaj - Karinë | - Pajovë - Pequini* | - Përparim - Shezë |

### Fier (prefeitura)

#### Fier (distrito)
| - Cakran - Dërmenas - Fier* - Frakull - Kuman | - Kurjan - Levan - Libofshë - Mbrostar | - Patos* - Portëz - Qendër - Roskovec* | - Ruzhdie - Strum - Topojë - Zharrëz |

#### Lushnjë (distrito)
| - Allkaj - Ballagat - Bubullimë - Divjakë* | - Dushk - Fier-Shegan - Golem - Grabian | - Gradishtë - Hysgjokaj - Karbunarë - Kolonjë | - Krutje - Lushnjë* - Rremas - Tërbuf |

#### Mallakastër (distrito)
| - Aranitas - Ballsh* - Fratar | - Greshicë - Hekal - Kutë | - Ngraçan - Qendër - Selitë |

### Gjirokastër (prefeitura)

#### Gjirokastër (distrito)
| - Antigonë - Cepo - Dropull i Poshtëm - Dropull i Sipërm | - Gjirokastër* - Lazarat - Libohovë* | - Lunxhëri - Odrie - Picar | - Pogon - Qendër Libohovë - Zagori |

#### Përmet (distrito)
| - Ballaban - Çarshovë - Dishnicë | - Frashër - Këlcyrë* - Përmet* | - Petran - Qendër Piskovë - Sukë |

#### Tepelenë (distrito)
| - Buz - Memaliaj Fshat - Krahës | - Kurvelesh - Lopës - Luftinjë | - Memaliaj* - Qendër | - Qesarat - Tepelenë* |

### Korçë (prefeitura)

#### Devoll (distrito)
| - Bilisht* - Hoçisht | - Miras - Progër | - Qendër Bilisht |

#### Kolonjë (distrito)
| - Barmash - Çlirim | - Ersekë* - Leskovik* | - Mollas - Novoselë | - Qendër Ersekë - Qendër Leskovik |

#### Korçë (distrito)
| - Drenovë - Gorë - Korçë* - Lekas | - Libonik - Liqenas - Maliq* - Moglicë | - Mollaj - Pirg - Pojan - Qendër Bulgarec | - Vithkuq - Voskop - Voskopojë - Vreshtas |

#### Pogradec (distrito)
| - Buçimas - Çërravë | - Dardhas - Pogradec* | - Proptisht - Trebinjë | - Udënisht - Velçan |

### Kukës (prefeitura)

#### Has (distrito)
| - Fajzë | - Gjinaj | - Golaj | - Krumë* |

#### Kukës (distrito)
| - Arrën - Bicaj - Bushtricë - Grykë-Çajë | - Kalis - Kolsh - Kukës* - Malzi | - Shishtavec - Shtiqën - Surroj - Tërthorë | - Topojan - Ujmisht - Zapod |

#### Tropojë (distrito)
| - Bajram Curri* - Bujan | - Bytyç - Fierzë | - Lekbibaj - Llugaj | - Margegaj - Tropojë |

### Lezhë (prefeitura)

#### Kurbin (distrito)
| - Fushë-Kuqe | - Laç* | - Mamurras* | - Milot |

#### Lezhë (distrito)
| - Balldren i Ri - Blinisht - Dajç | - Kallmet - Kolsh - Lezhë* | - Shëngjin - Shënkoll | - Ungrej - Zejmen |

#### Mirditë (distrito)
| - Fan - Kaçinar | - Kthellë - Orosh | - Rrëshen* - Rubik* | - Selitë |

### Escodra (prefeitura)

#### Malësi e Madhe (distrito)
| - Gruemirë - Kastrat | - Kelmend - Koplik* | - Qendër - Shkrel |

#### Pukë (distrito)
| - Blerim - Fierzë - Fushë-Arrëz* | - Gjegjan - Iballë - Pukë* | - Qafë-Mali - Qelëz | - Qerret - Rrapë |

#### Escodra (distrito)
| - Ana e Malit - Bërdicë - Bushat - Dajç - Gur i Zi | - Hajmel - Postribë - Pult - Rrethinat | - Shalë - Escodra* - Shllak - Shosh | - Temal - Vau i Dejës* - Velipojë - Vig-Mnelë |  |

### Tirana (prefeitura)

#### Kavajë (distrito)
| - Golem - Gosë - Helmës | - Kavajë* - Kryevidh - Lekaj | - Luz i Vogël - Rrogozhinë* | - Sinaballaj - Synej |

#### Tirana (distrito)
| - Baldushk - Bërxullë - Bërzhitë - Dajt - Farkë | - Kamëz* - Kashar - Krrabë - Ndroq - Paskuqan | - Petrelë - Pezë - Prezë - Shëngjergj - Tirana* | - Vaqarr - Vorë* - Zall-Bastar - Zall-Herr |

### Vlorë (prefeitura)

#### Delvinë (distrito)
| - Delvinë* | - Finiq | - Mesopotam | - Vergo |

#### Sarandë (distrito)
| - Aliko - Dhivër - Konispol* | - Ksamil - Livadhja - Lukovë | - Markat - Sarandë* - Xarrë |

#### Vlorë (distrito)
| - Armen - Brataj - Himarë* - Horë Vranisht | - Kotë - Novoselë - Orikum* | - Qendër - Selenicë* - Sevaster | - Shushicë - Vllahinë - Vlorë* |